# Jiří Rückl
Jiří Rückl (* 20. října 1940 Praha – 11. září 2017 Nižbor) byl český politik a podnikatel, v letech 1996 až 2004 senátor za obvod č. 16 – Beroun za ODA, majitel sklárny Rückl Crystal v Nižboru.

## Vzdělání, profese a rodina
Pocházel z rodiny se sklářskou tradicí. V roce 1958 maturoval v oboru sklářské stroje na SPŠ sklářské v Teplicích. Na VŠE v Praze v roce 1982 promoval v oboru ekonomika průmyslu.
Mezi lety 1958-1979 pracoval jako konstruktér a výzkumný pracovník. Poté do roku 1992 působil na Ministerstvu průmyslu ČSR jako odborný sklářský referent a z toho v letech 1990-1992 řídil ve funkci vrchního ředitele personální politiku MP. Roku 1992 chtěl zprivatizovat sklárny v Nižboru, ovšem po peripetiích s úřady je koupil a od té doby je vedl.
Zemřel dne 11. září 2017, pohřeb se konal o týden později v rodinném kruhu. S manželkou Janou vychoval dcery Simonu a Markétu.

## Politická kariéra
V senátních volbách 1996 kandidoval v obvodu č. 16 – Beroun jako nestraník s podporou stran ODA a KDU-ČSL. V prvním kole jej porazil občanský demokrat Zbyněk Šorm v poměru 38,20 ku 19,02 % hlasů. Ve druhém kol však Rückl zvítězil se ziskem 50,16 % hlasů. Ve volbách 1998, ve kterých jej podporovala Čtyřkoalice, svůj mandát úspěšně obhájil, když v obou kolech porazil nestraníka kandidujícího za ODS, Milana Knížáka. V Senátu se věnoval činnosti ve Výboru pro hospodářství, zemědělství a dopravu. V letech 1996-1998 zastával funkci místopředsedy senátorského klubu ODA. Ve volbách 2004 mandát neobhajoval z rodinných a podnikatelských důvodů.